# 林汝为
林汝为（1932年5月—2021年6月12日），曾用名崔汝为，女，山东即墨人，中国影视剧编剧、导演、词作家，北京电视艺术中心一级导演。曾執導電視劇《四世同堂》和《便衣警察》。其中《便衣警察》中由刘欢演唱的主题曲《少年壮志不言愁》為林汝为作詞。